# Magic 2
Magic 2 – szesnasty album studyjny amerykańskiego rapera Nasa wydany 21 czerwca 2023 nakładem wytwórni Mass Appeal Records. Jest kontynuacją wydanego w 2021 roku albumu Magic. 
Na albumie wystąpili gościnnie 50 Cent i 21 Savage.

## Tło
18 lipca 2023 roku Nas za pomocą mediów społecznościowych ogłosił nowy projekt Magic 2 wraz z jego okładką. Tego samego dnia, 50 Cent poinformował, iż wystąpi gościnnie na albumie w utworze „Office Hours”.

## Odbiór
Album uzyskał pozytywne recenzje od krytyków, jednak najgorsze od czasów albumu Nasir z 2018 roku. W serwisie Metacritic album uzyskał 68 punktów na 100 na podstawie sześciu recenzji.

## Lista utworów
Za produkcję wszystkich utworów odpowiada Hit-Boy.
| Nr  | Tytuł utworu                                          | Tekst                                                          | Długość |
| --- | ----------------------------------------------------- | -------------------------------------------------------------- | ------- |
| 1.  | „Intro”                                               | Nasir Jones · Chauncey Hollis Jr                               | 0:39    |
| 2.  | „Abracadabra”                                         | Jones · Hollis                                                 | 2:46    |
| 3.  | „Office Hours” (gość. 50 Cent)                        | Jones · Hollis · Curtis Jackson                                | 3:52    |
| 4.  | „Black Magic”                                         | Jones · Hollis                                                 | 2:36    |
| 5.  | „Motion”                                              | Jones · Hollis                                                 | 2:52    |
| 6.  | „Bokeem Woodbine”                                     | Jones · Hollis                                                 | 3:00    |
| 7.  | „Earvin Magic Johnson”                                | Jones · Hollis                                                 | 3:27    |
| 8.  | „What This All Really Means”                          | Jones · Hollis                                                 | 3:00    |
| 9.  | „Slow It Down”                                        | Jones · Hollis                                                 | 3:30    |
| 10. | „Pistols on Your Album Cover”                         | Jones · Hollis                                                 | 3:23    |
| 11. | „One Mic, One Gun” (gość. 21 Savage (utwór bonusowy)) | Jones · Hollis · Shéyaa Bin Abraham-Joseph · Marilyn Turbinton | 2:49    |
|     |                                                       |                                                                | 31:54   |